# Sildénafil

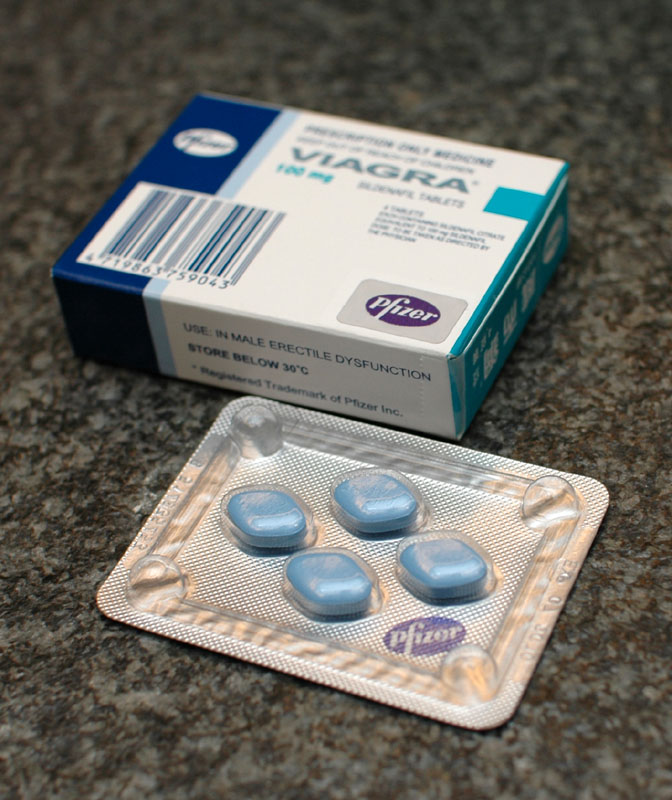
Comprimés de Viagra.

Le citrate de sildénafil (dénomination commune internationale) est un médicament de la classe des inhibiteurs de la phosphodiestérase de type 5 (PDE5) développé par la firme pharmaceutique Pfizer. Ce médicament est indiqué dans les troubles de l’érection et l’hypertension artérielle pulmonaire. Il est commercialisé par la firme sous le nom de Viagra en comprimés de 25 mg, 50 mg et 100 mg, et sous le nom de Revatio en comprimés de 20 mg.

## Histoire
En 1979, Robert Furchgott a découvert une substance dans les cellules endothéliales qui détend les vaisseaux sanguins, l'appelant facteur de relâchement dérivé de l'endothélium (Endothelium-derived relaxing factor, EDRF). En 1986, il avait travaillé sur l'EDRF, plus précisément sur la nature et le mécanisme d'action, et a déterminé qu'EDRF était en fait le monoxyde d'azote (NO), un composé important dans de nombreux aspects de la physiologie cardiovasculaire. Cette recherche a été importante dans la mise au point pharmacologique du Viagra.
Le nom „Viagra“ a été créé par Arlene Teck, de la société Ixxéo Healthcare, en contractant « vigor » (énergie en latin) et « Niagara ».

### Découverte
Le sildénafil est découvert par le laboratoire Pfizer (Simbec) de Merthyr Tydfil au Royaume-Uni et breveté en 1996 sous son nom actuel de Viagra. Son nom expérimental est celui de la molécule UK-92480 (le nombre correspond au nombre d'essais réalisés par les chimistes du pays de Galles). Il empêche la destruction de la GMP cyclique, 
maintenant ainsi la concentration de monoxyde d'azote, responsable de vasodilatation.
Sur l'angine de poitrine, qu'il est a priori destiné à soigner, les études cliniques de phase I montrent un effet moindre qu'escompté, mais révèlent un effet secondaire notable sur l'érection. C'est sur cette indication, alors dépourvue de médicament, que Pfizer décide de repositionner le sildénafil.
L'autorisation de mise sur le marché est accordée le 15 avril 1998 aux États-Unis et en 1999 en Europe. Le Viagra, le premier médicament dans le traitement de l'impuissance (appelée plus tardivement dysfonctionnement érectile), connait un immense succès commercial et, dans les pays où il n'est pas commercialisé, fleurit un marché noir où les prix pratiqués atteignent des dizaines de fois son prix commercial légal. Le rapport financier de Pfizer indique que la vente des petites pilules bleues a rapporté en 2010 1,93 milliard de dollars
.
Ce succès fait du sildénafil un exemple emblématique de découverte par sérendipité.

### Brevet
Le brevet d'exclusivité du Viagra devait tomber vers juin 2011, mais ce n'est en fait que le 21 juin 2013 que le brevet est arrivé à échéance en France comme partout ailleurs en Europe avec quelques jours de décalage. Une quinzaine de génériques devraient ainsi être mis sur le marché. Après la perte de son brevet, Pfizer a décidé de produire dans plusieurs pays européens, dont la France, son propre générique, sous le nom de Sildenafil Pfizer (présenté aussi sous le nom de Verventi). Il sera fabriqué à Amboise sur le même site que le Viagra.

### Autres utilisations
Le Viagra est utilisé dans la médecine militaire pour augmenter la pression artérielle pulmonaire, très utile en altitude ou pour les pilotes d’avion.
Un essai clinique suggère une utilité pour la prévention de l'œdème pulmonaire d'immersion chez les sujets à risque.
Il a été également testé avec succès en tant qu'anticancéreux pour la souris.

### Concurrents
Deux produits concurrents, aux molécules similaires, des laboratoires Eli Lilly (Cialis) et de Bayer et GSK (Levitra) sont disponibles contre le dysfonctionnement érectile.
C'est en avril 2014 que l'on voit arriver un troisième produit, l'avanafil. Commercialisé en Europe par les laboratoires Menarini, on le désigne sous le nom de Spedra. Selon les tests cliniques, il agirait plus vite que le Viagra dans l'organisme, en 15 minutes environ. Cependant, Pfizer a sous-estimé l'explosion démographique des continents asiatique et africain. La demande pour ce genre de médicament venant de ces continents a elle aussi explosé. Des pays comme l'Inde ou la Chine n'ont pas hésité à saisir cette occasion et à grandement développer leurs industries pharmaceutiques. Aujourd'hui, de multiples concurrents sont apparus comme Ajunta Pharma, et leur marque "Kamagra". Ils sont devenus le leader asiatique du traitement de la dysfonction érectile.

## Viagra et environnement
On s'est demandé si le Viagra pouvait aussi en quelque sorte être un outil de conservation de la nature,. Bien qu'utilisé en Asie, il n'a pas réussi à suffisamment détrôner les produits traditionnels issus d'animaux pourchassés en voie de disparition (rhinocéros, tigres…) pour la réputation qu'ils ont dans le traitement de la dysfonction érectile (DE), bien qu'il soit une alternative scientifiquement plus crédible.

## Monographie du produit

### Noms commerciaux
- Viagra - Verventi (Pfizer) - Sildenafil Apotex - Sildenafil Cristers - Sildenafil EG - Sildenafil Mylan - Sildenafil Sandoz - Sildenafil Teva - Sildenon (Ceres Pharma) - Vizarsin (KRKA)

### Classe
- Antihypertenseur, vasodilatateur périphérique
- Agent pour la dysfonction érectile
- Inhibiteur de la phosphodiestérase de type 5[18]

### Dose adulte
- Dysfonction érectile
  - 25–100 mg (dose usuelle : 50 mg) per os 1 heure avant la relation sexuelle. Une administration par jour maximum
- Hypertension pulmonaire
  - 20 mg per os TID q6h

### Dose pédiatrique
- Le sildénafil n'est pas indiqué chez les enfants.

### Ajustements de doses
- Gériatrie (patient >65 ans, dysfonction érectile) : dose initiale 25 mg per os
- Maladie hépatique (dysfonction érectile) : dose initiale 25 mg per os
- Maladie hépatique (hypertension pulmonaire) : pas d'ajustements requis (classification Child-Pugh A et B)
- Insuffisance rénale (dysfonction érectile) : ClCr <30 ml/min, dose initiale 25 mg per os
- Insuffisance rénale (hypertension pulmonaire) : pas d'ajustements requis
- Avec ritonavir (dysfonction érectile) : 25 mg per os q48h MAX.

### Administration
- Avec l'utilisation concomitante d'inhibiteurs du cytochrome P450 3A4 (exemples : érythromycine, clarithromycine, kétoconazole, itraconazole) et chez les patients VIH+ sous médication, si et seulement si cette médication n'est pas la combinaison connue sous le nom HAART (thérapie antirétrovirale hautement active), la dose initiale est de 25 mg par jour.
- Lorsque utilisé pour la dysfonction érectile, les ajustements de doses seront nécessaires si une tachyphylaxie s'installe.

### Suivi
- Dysfonction érectile : fréquences et qualité de l'érection
- Hypertension pulmonaire : amélioration des exercices
- Hypertension pulmonaire : signes d'œdème pulmonaire

Indications selon la Food and Drug Administration (FDA)
- Dysfonction érectile
- Hypertension pulmonaire

### Mécanisme d'action

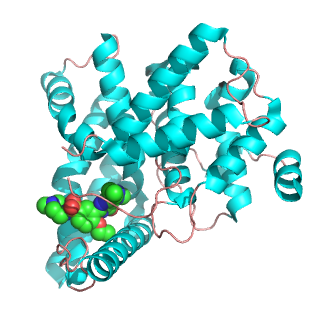
Site catalytique de la phosphodiestérase de type 5 auquel le sildénafil est lié.

Le citrate de sildénafil est un inhibiteur spécifique des phosphodiestérases de type 5 (PDE5) à GMP cyclique dans le muscle lisse, où la PDE5 est responsable de la dégradation du GMPc. Le citrate de sildénafil provoque l'accumulation de GMPc dans les cellules du muscle lisse, résultant en une relaxation et une vasodilatation de ce dernier. Chez les patients atteints d'hypertension pulmonaire, cela amène la vasodilatation du lit vasculaire pulmonaire et, dans un moindre degré, à une vasodilatation dans la circulation systémique. Chez les patients souffrant de dysfonction érectile, le citrate de sildénafil augmente l'effet du monoxyde d'azote (NO) en inhibant les PDE5 dans le corpus cavernosum. Lorsque la stimulation sexuelle cause une libération locale de NO, l'inhibition de la PDE5 par le citrate de sildénafil cause une augmentation des niveaux du GMPc, résultant en une relaxation du muscle lisse du pénis et une augmentation de l'influx de sang dans le corpus cavernosum.

### Pharmacocinétique
Voir description du médicament.

### Contre-indications
- Utilisation concomitante de nitrates (exemple : nitroglycérine)
- Hypersensibilité au sildénafil

### Précautions
- Déformation anatomique du pénis
- Historique de saignements ou ulcère peptique actif
- Maladie cardiovasculaire (ischémie cardiaque, insuffisance cardiaque congestive)
- Utilisation concomitante d'inhibiteurs du cytochrome P450 3A4 (exemples : cimétidine, érythromycine, kétoconazole, itraconazole, inhibiteurs des protéases)
- Prédispositions au priapisme (exemples : anémie falciforme, myélome multiple, leucémie)
- Maladie hépatique
- Polypharmacie antihypertensive
- Insuffisance rénale
- Retinitis pigmentosa ou autres anomalies rétiniennes

### Effets indésirables
- Communs
  - Dermatologique : flushing (4-10 %), rash (2 %)
  - Gastro-intestinal : diarrhée (4 %), dyspepsie (4-8 %)
  - Neurologique : étourdissements (2 %), céphalée (11-16 %)
  - Ophtalmique : vision anormale (troubles de la perception des couleurs, sensibilité à la lumière, vision trouble ou diminution de l’acuité visuelle)
  - Respiratoire : congestion nasale
- Sévères
  - Cardiovasculaire : infarctus du myocarde (rare)
  - Ophtalmique : neuropathie ischémique optique non artérielle
  - ORL : troubles ou pertes de l'audition, dans les 3 jours suivant la dernière prise, réversible 1 fois sur 3 dans les deux semaines[19]
  - Reproduction : priapisme (rare)

### Interaction médicamenteuse
- Contre-indications absolues : prise concomitante de dérivé nitré (nitroglycérine, tétranitrate de pentaérythrytol, nitroprussiate de potassium, nitrites d'alkyle, tétranitrate d'érythrityle, dinitrate d'isosorbitol, mononitrate d'isosorbitol, molsidomine)

- Majeure
  - Atazanavir (théorique)
  - Cannabis (théorique)
  - Dihydrocodéine (probable)
  - Ritonavir (établi)
- Mineure
  - Alfuzosine (probable)
  - Amprenavir (probable)
  - Bunazosine (probable)
  - Delavirdine (probable)
  - Doxazosine (probable)
  - Érythromycine (probable)
  - Fosamprenavir (probable)
  - Indinavir (probable)
  - Itraconazole (probable)
  - Kétoconazole (probable)
  - Moxisylyte (probable)
  - Nelfinavir (probable)
  - Prazosine (probable)
  - Rifapentine (probable)
  - Saquinavir (établi)
  - Tamsulosine (probable)
  - Térazosine (probable)
  - Trimazosine (probable)

## Utilisation dans l'hypertension artérielle pulmonaire
Il s'agit de l'un des traitements de l'hypertension artérielle pulmonaire. Il en améliore les symptômes et les paramètres hémodynamiques. La voie intraveineuse peut être utilisée. Il n'existe cependant pas de preuve d'une diminution de la mortalité[réf. nécessaire].